# Ukon Wacka
Ukon Wacka is het zevende album van de Finse folkmetalband Korpiklaani. Het album is uitgebracht op 4 februari 2011. De titel van het album verwijst naar een oud offerfeest
gewijd aan de god Ukko.

## Tracklist
| Nr. | Titel                                   | Duur |
| --- | --------------------------------------- | ---- |
| 1.  | Louhen Yhdeksäs Poika                   | 3:23 |
| 2.  | Päät Pois Tai Hirteen (Peer Günt cover) | 3:14 |
| 3.  | Tuoppi Oltta                            | 3:34 |
| 4.  | Lonkkaluut                              | 5:39 |
| 5.  | Tequila                                 | 2:42 |
| 6.  | Ukon Wacka                              | 5:08 |
| 7.  | Korvesta Liha                           | 4:31 |
| 8.  | Koivu Ja Tähti                          | 4:17 |
| 9.  | Vaarinpolkka                            | 2:19 |
| 10. | Surma                                   | 6:20 |
| 11. | Iron Fist (Motörhead cover)             | 2:52 |